# Une (kommun)
Une är en kommun i Colombia.   Den ligger i departementet Cundinamarca, i den centrala delen av landet, 30 km söder om huvudstaden Bogotá. Antalet invånare är 8 014. Arean är 211 kvadratkilometer.
Terrängen i Une är bergig österut, men västerut är den kuperad.